# Kurcewo
Kurcewo (niem. Krüssow) – wieś w Polsce położona w województwie zachodniopomorskim, w powiecie stargardzkim, w gminie Stargard.
Według danych na 1 stycznia 2011 roku we wsi zamieszkiwało 125 osób. 
Wioska położona na lewym brzegu Małej Iny, oddalona około 7 km na południe od Stargardu. Kurcewo ma późnośredniowieczną metrykę, na co wskazują wzmianki w dokumentach z 1305 roku. Wieś umieszczona była także na mapie E. Lubinusa z 1618 roku. Jej zwykle bogata historia wynika z podziału na czterech właścicieli, którzy zarządzali lennem nadanym przez szczecińskich książąt lub nabytym w drodze zakupu. Po 1945 roku granice pomiędzy czterema folwarkami zostały zatarte. Zachowały się: XIX-wieczny dwukondygnacyjny dwór - jedyny obiekt rezydencjonalny z dawnych czterech posiadłości, oraz kilka zabytkowych budynków z kamiennego muru lub o konstrukcji szachulcowej (budynki nr 4, 9, 13, 19). Do obiektów chronionych należy zaliczyć cmentarz przykościelny, na którym do 1945 roku wznosił się filialny kościół murowany z kamienia polnego i cegły, wybudowany w 1833 roku przy drodze ze Stargardu do Strzebielewa. Była to świątynia salowa z wieżą przykrytą hełmem z latarnią. Po zniszczonym kościele pozostał szczątkowy mur okalający plac przykościelny. W północnej części wsi dawny cmentarz poewangelicki z początku XIX wieku.